# Seattle Sasquatch 2022
Questa voce raccoglie le informazioni riguardanti i Seattle Sasquatch nelle competizioni ufficiali della stagione 2022.

## Stagione
I Seattle Sasquatch partecipano al loro primo campionato NVA. Nel corso della stagione regolare collezionano 1 vittoria e 9 sconfitte, restando fuori dai play-off scudetto.

## Organigramma societario
Area direttiva
- Presidente: Jared Walters

Area tecnica
- Allenatore: Jared Walters

## Rosa
| N° | Nome              | Ruolo | Data di nascita  | Nazionalità sportiva |
| -- | ----------------- | ----- | ---------------- | -------------------- |
| 1  | Jeffrey McDonald  | P     | 10 dicembre 1980 | Stati Uniti          |
| 2  | Matthew Dymkoski  | P     | 6 ottobre 1995   | Stati Uniti          |
| 3  | Jestin Moemoe     | S     | 4 settembre 1994 | Stati Uniti          |
| 4  | Damian Higashi    | S     | 17 giugno 1997   | Stati Uniti          |
| 5  | Jacob Tinitali    | O     | 25 febbraio 1993 | Stati Uniti          |
| 6  | Kody McCraken     | O     | 20 giugno 1994   | Stati Uniti          |
| 7  | Peterson Silva    | S     | 9 febbraio 1991  | Brasile              |
| 9  | Sam Kull          | C     | 18 maggio 1993   | Stati Uniti          |
| 10 | Patrick Gallahan  | C     | 18 novembre 1996 | Stati Uniti          |
| 11 | Brandon Thompson  | P     | 3 maggio 1992    | Stati Uniti          |
| 12 | Austin Schumacher | S     | 8 dicembre 1990  | Stati Uniti          |
| 13 | Cameron Lee       | S     | 10 aprile 1997   | Stati Uniti          |
| 14 | Raymone Jackson   | S     | 20 aprile 1992   | Stati Uniti          |
| 16 | Colten Bayley     | O     | 26 febbraio 2000 | Stati Uniti          |
| 17 | Benjamin Harmon   | L     | 1º luglio 1986   | Stati Uniti          |
| 18 | Jevan Coronado    | S     | 28 ottobre 1999  | Stati Uniti          |
| 19 | Siaosi Pele       | C     | 13 ottobre 1993  | Stati Uniti          |
| 20 | Robert Huang      | P     | 22 gennaio 1993  | Stati Uniti          |

## Statistiche

### Statistiche di squadra
| Competizione | Punti | In casa | In casa | In casa | In trasferta | In trasferta | In trasferta | Totale | Totale | Totale |
| Competizione | Punti | G       | V       | P       | G            | V            | P            | G      | V      | P      |
| ------------ | ----- | ------- | ------- | ------- | ------------ | ------------ | ------------ | ------ | ------ | ------ |
| NVA          | 2     | 0       | 0       | 0       | 0            | 0            | 0            | 10     | 1      | 9      |
| Totale       | -     | 0       | 0       | 0       | 0            | 0            | 0            | 10     | 1      | 9      |

G = partite giocate; V = partite vinte; P = partite perse

### Statistiche dei giocatori
| Giocatore     | NVA | NVA | NVA | NVA | NVA | Totale | Totale | Totale | Totale | Totale |
| Giocatore     | P   | PT  | AV  | MV  | BV  | P      | PT     | AV     | MV     | BV     |
| ------------- | --- | --- | --- | --- | --- | ------ | ------ | ------ | ------ | ------ |
| C. Bayley     | ?   | 12  | 8   | 4   | 0   | ?      | 12     | 8      | 4      | 0      |
| J. Coronado   | ?   | 46  | 38  | 4   | 4   | ?      | 46     | 38     | 4      | 4      |
| M. Dymkoski   | ?   | 0   | 0   | 0   | 0   | ?      | 0      | 0      | 0      | 0      |
| P. Gallahan   | ?   | 26  | 13  | 12  | 1   | ?      | 26     | 13     | 12     | 1      |
| B. Harmon     | ?   | 1   | 1   | 0   | 0   | ?      | 1      | 1      | 0      | 0      |
| D. Higashi    | ?   | 8   | 7   | 0   | 1   | ?      | 8      | 7      | 0      | 1      |
| R. Huang      | ?   | 3   | 0   | 1   | 2   | ?      | 3      | 0      | 1      | 2      |
| R. Jackson    | ?   | 4   | 4   | 0   | 0   | ?      | 4      | 4      | 0      | 0      |
| S. Kull       | ?   | 55  | 35  | 11  | 9   | ?      | 55     | 35     | 11     | 9      |
| C. Lee        | ?   | 0   | 0   | 0   | 0   | ?      | 0      | 0      | 0      | 0      |
| K. McCraken   | ?   | 36  | 26  | 9   | 1   | ?      | 36     | 26     | 9      | 1      |
| J. McDonald   | ?   | 5   | 2   | 1   | 2   | ?      | 5      | 2      | 1      | 2      |
| J. Moemoe     | ?   | 4   | 3   | 0   | 1   | ?      | 4      | 3      | 0      | 1      |
| S. Pele       | ?   | 13  | 8   | 5   | 0   | ?      | 13     | 8      | 5      | 0      |
| A. Schumacher | ?   | 41  | 38  | 2   | 1   | ?      | 41     | 38     | 2      | 1      |
| P. Silva      | ?   | 109 | 103 | 2   | 4   | ?      | 109    | 103    | 2      | 4      |
| B. Thompson   | ?   | ?   | ?   | ?   | ?   | ?      | ?      | ?      | ?      | ?      |
| J. Tinitali   | ?   | 56  | 47  | 6   | 3   | ?      | 56     | 47     | 6      | 3      |

P = presenze; PT = punti totali; AV = attacchi vincenti; MV = muri vincenti; BV = battute vincenti